# Amonio (académico)
Amonio (en griego, Ἀμμώνιος) fue un filósofo platónico de la Antigua Grecia, probablemente nacido en Egipto, que vivió en el siglo I. Fue maestro de Plutarco en Atenas, a quien enseñó matemáticas, cuestiones religiosas e introdujo en los círculos de la Academia platónica. Plutarco le rindió homenaje haciéndolo presidir diálogos en sus obras Charlas de sobremesa y Sobre la E de Delfos. Tuvo al menos un hijo, Trásilo. Llegó a desempeñar altos cargos en Atenas, ya que fue elegido estratego por tres veces.
Podría ser el mismo Amonio que cita Ateneo como autor de un libro Sobre los altares y sacrificios.